# پارک ملی کوه‌های گوادالوپه
پارک ملّی کوه‌های گوادالوپه (به انگلیسی: Guadalupe Mountains National Park) پارکی طبیعی در ایالت تگزاس در ایالات متحده آمریکا است.
این پارک ملی در میان رشته کوه‌های گوادالوپه در بخش جنوبی کوه‌های راکی قرار دارند.

## وبگاه‌های بیرون
- وبگاه رسمی